# Église abbatiale Saint-Pierre d'Hastière
Pour les articles homonymes, voir Église Saint-Pierre et Saint Pierre.
L’église abbatiale Saint-Pierre d’Hastière (ou simplement: Abbatiale d’Hastière) est un édifice religieux catholique sis en bord de Meuse, à Hastière-par-delà, en Belgique. De style roman du XIe siècle l’église fait à l’origine partie d’un ensemble monastique. L’abbaye disparut en 1793 et sous le vocable de Saint-Pierre l’église devint église paroissiale. Elle est considérée comme une des plus belles églises romanes de Belgique.

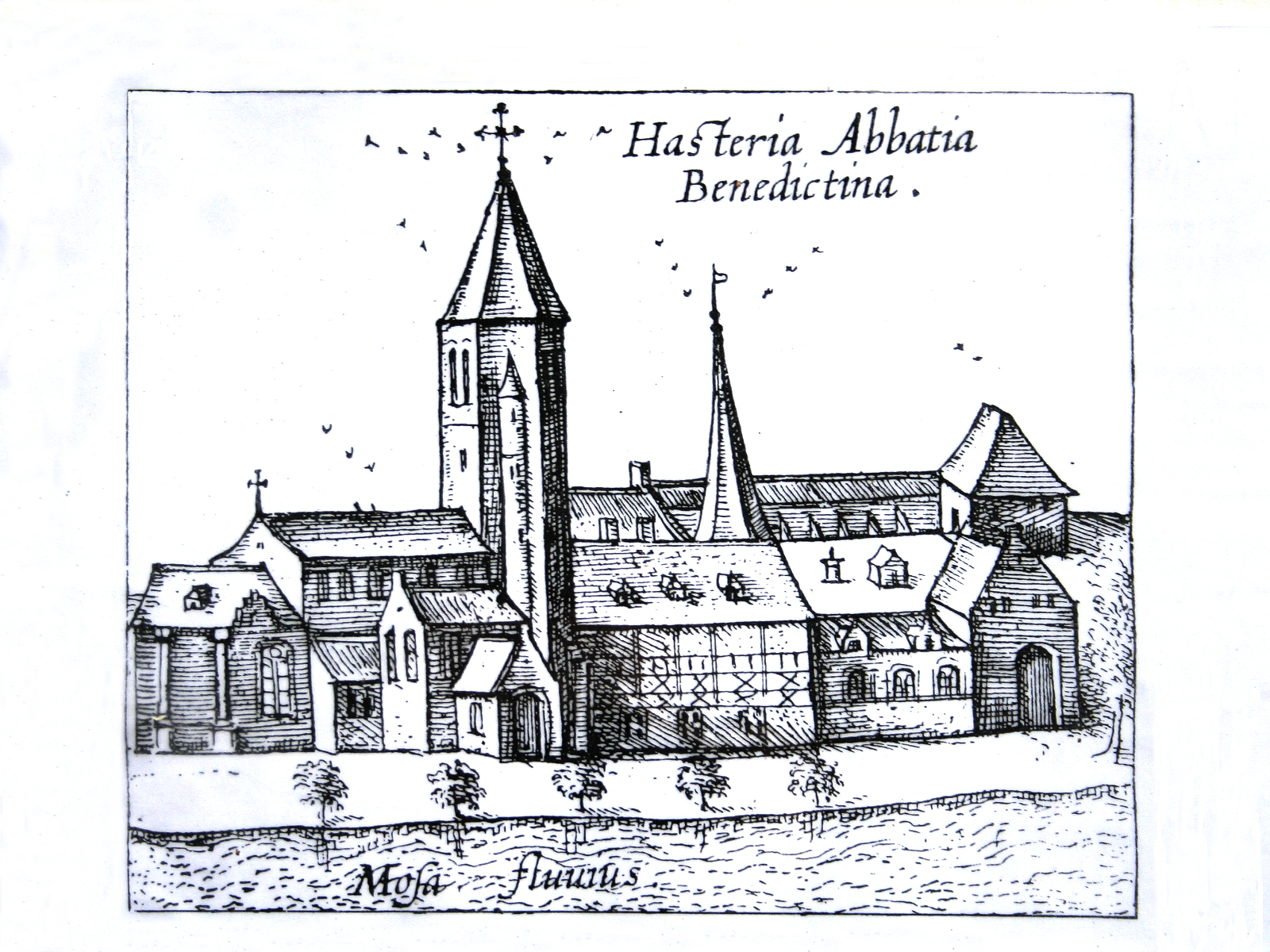
Église et abbaye bénédictine (gravure de 1608)

## Histoire
Au XIe siècle, une abbaye bénédictine est fondée en bord de Meuse par des moines irlandais, venus évangéliser la région. L’église du monastère, de style roman mosan, est construite de 1033 à 1035.  Entre 1260 et 1264 l’abside romane, détruite ou écroulée, est remplacée par un sanctuaire gothique plus vaste. L’église abbatiale est ainsi agrandie. Elle est telle qu’on la voit encore aujourd’hui.
L’abbaye se remet d’un incendie provoqué en 1568 par des vandales Huguenots mais elle est emportée par la furie révolutionnaire de la fin du XVIIIe siècle. En 1793 les moines sont chassés de leur monastère et celui-ci est complètement détruit. Il n’en reste que son église abbatiale. 
Devenue église paroissiale elle est restaurée au XIXe siècle. Avec sa nef romane prolongée d’un chœur gothique légèrement surélevé auquel elle est harmonieusement reliée, et flanquée d’une solide tour romane bien proportionnée, l’église est aujourd’hui un des plus beaux témoignages d’art roman ecclésial en Belgique.

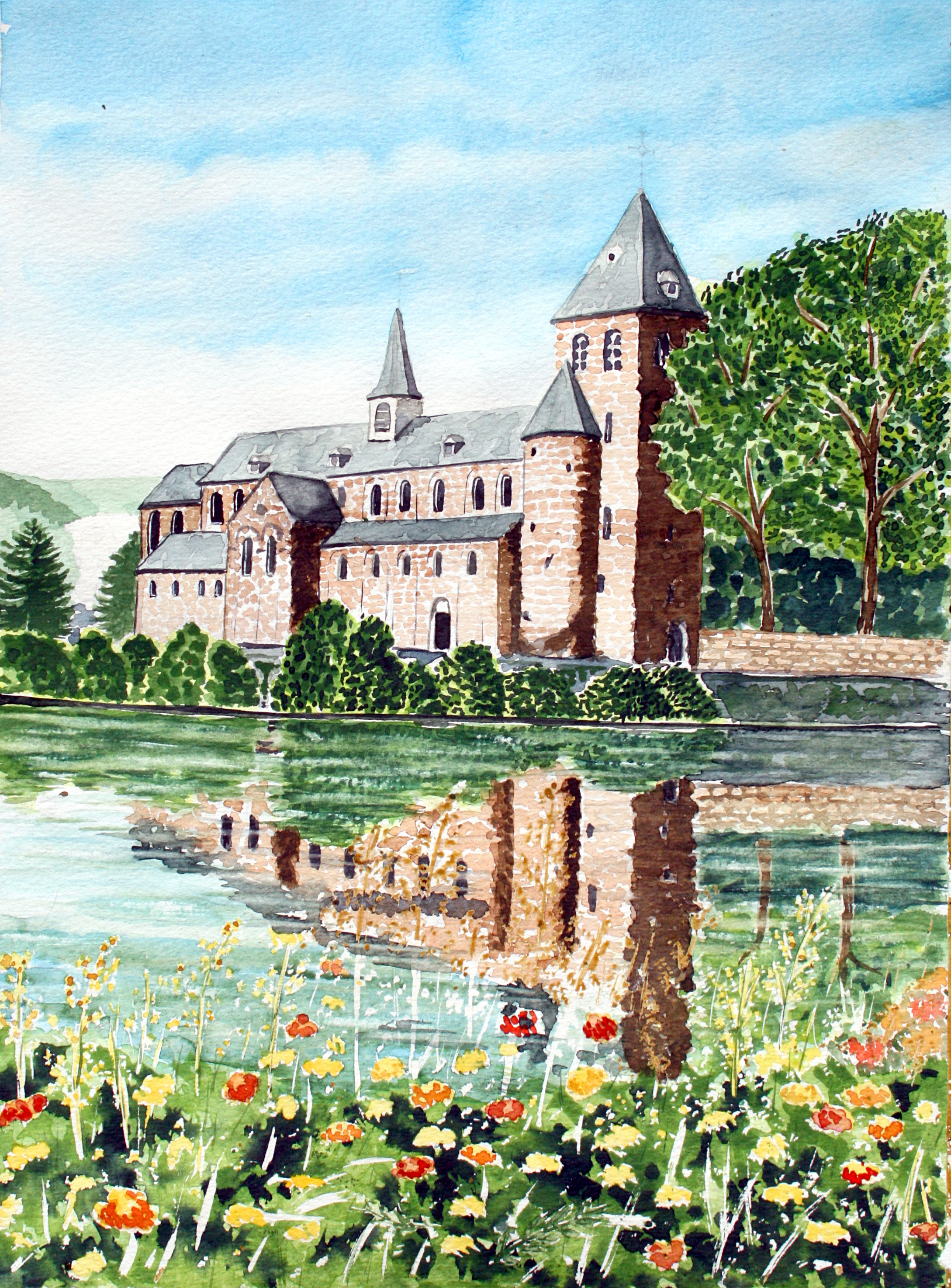
L’église abbatiale Saint-Pierre.

## Patrimoine
- Dans la crypte d’exceptionnelle dimension se trouvent des sarcophages mérovingiens, des graffitis du XIIe siècle, des reliquaires et autres vestiges de l’ancienne abbaye (comme d’ailleurs dans le jardin entourant l’église).
- De très anciennes pierres tombales.
- Les stalles du chœur qui datent de 1443, sont agrémentées de miséricordes aux thèmes satiriques. Elles sont classées parmi les plus anciennes de Belgique.
- Un calvaire gothique du XVIe siècle, et un autre sous la voûte, à la jonction de la nef et du chœur. .
- Un triptyque du XIXe siècle est œuvre de Auguste Donnay.
- Des sculptures attribuées à Lambert Lombard (XVIe siècle).
- Un chemin de croix vietnamien (XXe siècle).

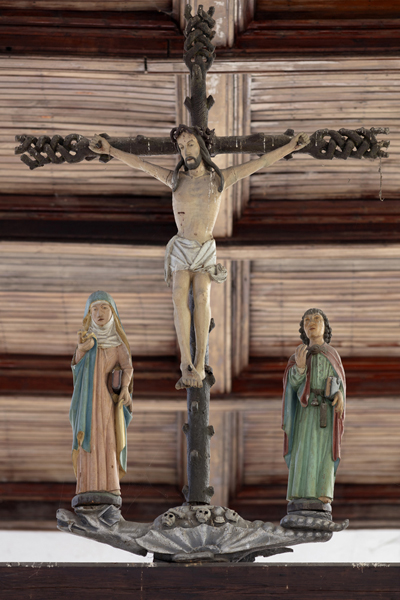
Calvaire gothique
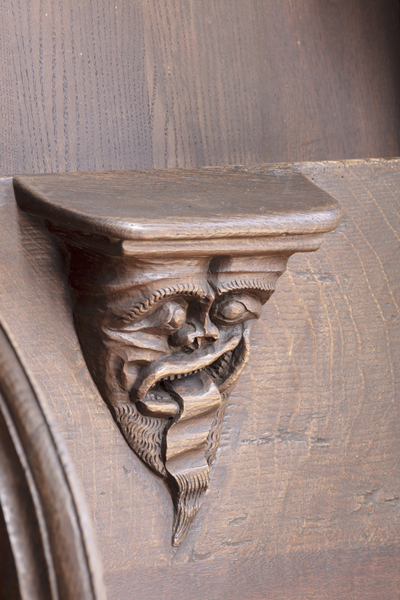
Stalles du choeur
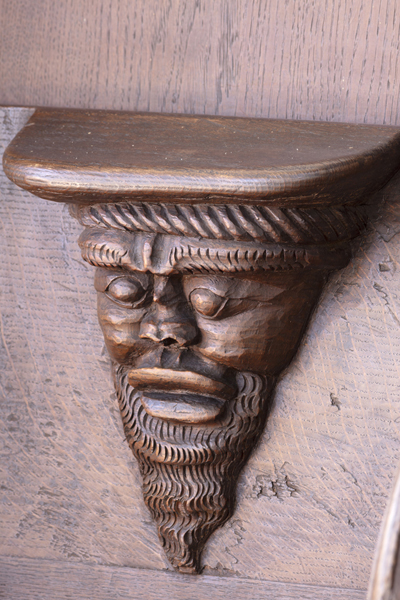
Stalles du choeur
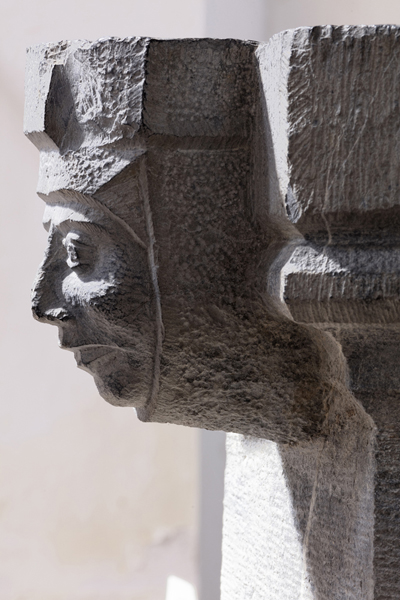
Fonts baptismaux